# Pseudionella markhami
Pseudionella markhami là một loài chân đều trong họ Bopyridae. Loài này được Adkison & Heard miêu tả khoa học năm 1978.